# Berzal
Berzal es una localidad, pedanía del municipio de Valleruela de Pedraza, localizado en la Tierras de Sepúlveda en la provincia de Segovia, Castilla y León, España.
Es conocido entre los locales de Valleruela de Pedraza como "las avestruces", por la antigua existencia de una granja de avestruces.

## Demografía
| 11            | 11 | 12 | 16 | 12 | 13 | 13 | 13 | 12 | 11 | 11 | 12 |
| (Fuente: INE) |    |    |    |    |    |    |    |    |    |    |    |

## Cultura

### Fiestas
- San Antonio, el 13 de junio;
- San Cristóbal, el 10 de julio;
- La Virgen del Amparo, el 9 de septiembre, con una romería popular.[1][2]